# Циганська мадонна
«Цига́нська мадо́нна» (італ. Madonna zingarella) — картина італійського живописця Тіціана (бл. 1490—1576), представника венеційської школи. Створена близько 1511/1512 року. Зберігається у Музеї історії мистецтв у Відні (інв. №GG 95).

## Опис
Картина із зображенням Мадонни із немовлям є першою і найбільш відомою із картин раннього періоду творчості художника. «Циганська мадонна» названа так через темні очі Мадонни і її смаглявого обличчя. Пірамідальне розташування фігур, незалежно від зображення пейзажу, нагадує про роботи Джованні Белліні і Джорджоне. У цій роботі розкрилися індивідуальні риси таланту Тіціана: енергетичний сплеск матеріальної образності, надзвичайно тонкі градації кольорів, що моделюють об'єм зображених предметів, і неперевершена чуттєвість.
Бездоганне трикутне розташування Діви Марії із немовлям і розріджена атмосфера вигляду позаду них оживають завдяки ніжному поєднанню кольорів, які головним чином були запозичені у Джорджоне. На цьому полотні художник відобразив атмосферу Венеції; гори на задньому фоні розчиняються у чистій атмосфері, створюючи витончену симфонію ніжних кольорів, які чудово гармонують із живістю червоних, зелених і білих кольорів пишного одягу Діви Марії. Тіціан, на відміну від своїх учителів, має виключну інтуїцію на обличчя, що відобразилася у незвичних, напружених поглядах Мадонни-циганки і немовляти.
Картина із 1659 року походить з колекції ерцгерцога Леопольда Вільгельма (1614—1662).